# Metilação

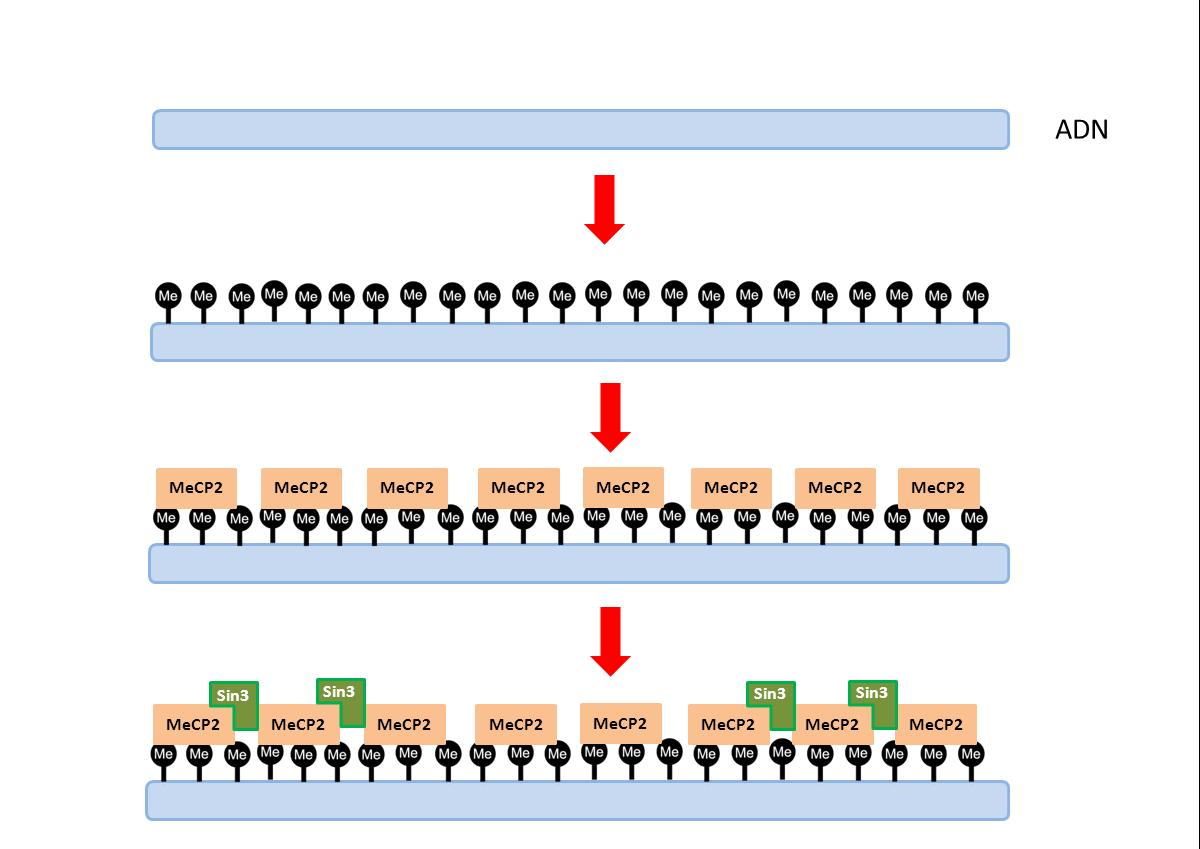
Exemplo de metilação.

Metilação é o termo usado em ciências químicas para denominar a ligação ou substituição de um grupo metila sobre vários substratos. O termo é comumente usado em química, bioquímica, ciência dos solos e nas ciências biológicas.
Em bioquímica, metilação refere-se mais especificamente à substituição de um átomo de hidrogênio pelo grupo metila.
Em sistemas biológicos, metilação é catalisada por enzimas; tais metilações podem estar envolvidas na modificação de metais pesados, regulação de expressão gênica, regulação de funções de proteínas, e metabolismo de RNA. A metilação de metais pesados pode também ocorrer fora dos sistemas biológicos. A metilação química de amostras de tecidos é também um método para reduzir certos artefatos de colorações histológicas.

## Metilação em química
Em química, a metilação é uma reação química que consiste a adição de um grupo metila (-CH3) a uma molécula, com o caso particular quando um átomo de hidrogênio é substituído por um grupo metil.
É um caso específico de alquilação.

## Metilação em biologia

### Epigenética
Em biologia (e na bioquímica relacionada), a metilação é o principal mecanismo epigenético. A metilação consiste na transferência de grupos metilo a algumas das bases citosinas (C) do DNA situadas previa e contiguamente a uma guanina (G). Visto que a metilação é fundamental na regulação do "silenciar" dos genes, pode provocar alterações na transcrição genética sem necessidade de que se produza uma alteração na sequência do DNA, sendo um dos mecanismos responsáveis pela plasticidade fenotípica. Neste processo há a intervenção das enzimas DNA-metiltransferases.

### Metilação e câncer (cancro)
Em geral, as células cancerosas apresentam padrões anômalos de metilação do DNA. Padrões aberrantes de metilação podem levar as células cancerosas a uma transformação maligna.
Todas as células do organismo possuem a mesma informação genética. O que garante a diferenciação entre elas, possibilitando a formação de vários tecidos, é o fato de determinados genes estarem ligados ou desligados. Essa regulagem é feita por mecanismos epigenéticos, com a metilação de DNA e alterações na cromatina.
Quando esse mecanismo é desfigurado por uma alteração epigenética, podem surgir várias doenças, em especial o câncer. Quando essa alteração leva a célula a se tornar um tumor, ela perde ainda mais o controle do mecanismo de regulação. A célula começa então a acumular outras mutações que não têm importância nenhuma na gênese do tumor.
Distinguir as alterações epigenéticas importantes – que garantem a sobrevivência do tumor – das alterações causadas pela própria presença do tumor é um grande problema para a ciência. Identificar as alterações epigenéticas essenciais para a sobrevivência do tumor é fundamental para identificar alvos terapêuticos adequados.
Uma alteração genética, como uma mutação, é uma alteração definitiva. Mas as alterações epigenéticas são reversíveis e por isso mesmo são muito interessantes para possíveis terapias.